# 橋本朝生
橋本朝生（はしもと あさお、1947年3月22日 - 2011年9月11日）は、日本の能・狂言研究者。
広島県尾道市生まれ。1970年東京大学文学部国文科卒、1980年同大学院博士課程満期退学。1975年日本古典文学会賞受賞。山形大学講師、助教授、山梨大学教育学部助教授、教授。1997年観世寿夫記念法政大学能楽賞受賞。在任中に死去、没後正四位瑞宝中綬章受勲。

## 著書
- 『狂言の形成と展開』みづき書房 慶友社 (発売)、1996-2012
- 『中世史劇としての狂言』若草書房、1997、中世文学研究叢書
- 『続・狂言の形成と展開』瑞木書房、2012

### 共著・
- 『岩波講座 能・狂言 狂言の世界』小山弘志、田口和夫共著、岩波書店、1987
- 『別冊国文学　能・狂言必携』竹本幹夫共編、学燈社、1995

### 校注など
- 『日本の文学　能 能楽論 狂言』竹本幹夫共校注・訳、ほるぷ出版、1987
- 『大蔵虎光本狂言集』編、古典文庫、1990-1992
- 『新日本古典文学大系 梁塵秘抄 閑吟集 狂言歌謡』小林芳規・土井洋一・武石彰夫共校注、岩波書店、1993
- 『新日本古典文学大系 狂言記』土井洋一共校注、岩波書店、1996

## 参考
- 『現代日本人名録』2002年
- 読売新聞訃報、叙勲記事